# Magnus Carlsen Invitational
Magnus Carlsen Invitational var en online skakturnering, der foregik fra 18. april til 3. maj 2020. Udover verdensmesteren Magnus Carlsen, der organiserede turneringen, delto også Fabiano Caruana, Ding Liren, Alireza Firouzja, Anish Giri, Hikaru Nakamura, Ian Nepomniachtchi og Maxime Vachier-Lagrave. Turneringen var genstand for meget mediedækning, da det var et af de meget få sportsbegivenheder, som foregik under den verdensomspændende coronaviruspandemi i foråret 2020.
Turneringen var opbygget som en serie mini-kampe, som bestod af fire partier hurtigskak, og herefter to runder lynskak, hvis der var behov (i semifinalerne og finalerne), og herefter et parti armageddon-skak hvis stillingen stadig vr uafgjort. Vinderen af hurtigskak-partierne modtog 3 point, og taberen 0 point. Uner armageddon modtog vinderen 2 point og taberen 1 point. Ud af de otte spillere blev de fire bedste kvalificeret til semifinalerne.
Den samlede præmiesum var på $250.000, hvoraf vinderen fik $70.000 og ottendepladsen $15.000.
Carlsen slog Nakamura i finalen. Turneringen blev streamet af Chess24.com med Jan Gustafsson, Peter Svidler og Lawrence Trent som kommentatorer på de fleste partier.

## Grupper og resultater
| Spiller 1               | Spiller 2               | Score                   |                         |
| Runde 1. 18. april 2020 | Runde 1. 18. april 2020 | Runde 1. 18. april 2020 | Runde 1. 18. april 2020 |
| ----------------------- | ----------------------- | ----------------------- | ----------------------- |
| Magnus Carlsen          | Hikaru Nakamura         | 3 – 2                   |                         |
| Ding Liren              | Alireza Firouzja        | 2.5 – 1.5               |                         |
| Runde 1. 19. a2020      |                         |                         |                         |
| Fabiano Caruana         | Ian Nepomniachtchi      | 2.5 – 1.5               |                         |
| Maxime Vachier-Lagrave  | Anish Giri              | 3 – 1                   |                         |
| Runde 2. 20. april 2020 |                         |                         |                         |
| Magnus Carlsen          | Alireza Firouzja        | 2.5 – 1.5               |                         |
| Hikaru Nakamura         | Anish Giri              | 2.5 – 1.5               |                         |
| Runde 2. 21. april 2020 |                         |                         |                         |
| Ian Nepomniachtchi      | Maxime Vachier-Lagrave  | 3 – 2                   |                         |
| Fabiano Caruana         | Ding Liren              | 3 – 2                   |                         |
| Runde 3. 22. april 2020 |                         |                         |                         |
| Magnus Carlsen          | Fabiano Caruana         | 3 – 1                   |                         |
| Hikaru Nakamura         | Alireza Firouzja        | 3.5 – 0.5               |                         |
| Runde 3. 23. april 2020 |                         |                         |                         |
| Maxime Vachier-Lagrave  | Ding Liren              | 2 – 3                   |                         |
| Anish Giri              | Ian Nepomniachtchi      | 1.5 – 2.5               |                         |
| Runde 4. 24. april 2020 |                         |                         |                         |
| Magnus Carlsen          | Maxime Vachier-Lagrave  | 2.5 – 1.5               |                         |
| Alireza Firouzja        | Fabiano Caruana         | 1 – 3                   |                         |
| Runde 4. 25. april 2020 |                         |                         |                         |
| Hikaru Nakamura         | Ian Nepomniachtchi      | 2.5 – 1.5               |                         |
| Ding Liren              | Anish Giri              | 3 – 2                   |                         |
| Runde 5. 26. april 2020 |                         |                         |                         |
| Anish Giri              | Magnus Carlsen          | 2.5 – 1.5               |                         |
| Maxime Vachier-Lagrave  | Alireza Firouzja        | 1.5 – 2.5               |                         |
| Runde 5. 27. april 2020 |                         |                         |                         |
| Fabiano Caruana         | Hikaru Nakamura         | 3 – 2                   |                         |
| Ian Nepomniachtchi      | Ding Liren              | 1.5 – 2.5               |                         |
| Runde 6. 28. april 2020 |                         |                         |                         |
| Magnus Carlsen          | Ian Nepomniachtchi      | 3 – 2                   |                         |
| Alireza Firouzja        | Anish Giri              | 2.5 – 1.5               |                         |
| Runde 6. 29. april 2020 |                         |                         |                         |
| Hikaru Nakamura         | Ding Liren              | 3 – 2                   |                         |
| Fabiano Caruana         | Maxime Vachier-Lagrave  | 2.5 – 1.5               |                         |
| Runde 7. 30. april 2020 |                         |                         |                         |
| Ding Liren              | Magnus Carlsen          | 3 – 1                   |                         |
| Ian Nepomniachtchi      | Alireza Firouzja        | 3 – 2                   |                         |
| Maxime Vachier-Lagrave  | Hikaru Nakamura         | 2 – 3                   |                         |
| Anish Giri              | Fabiano Caruana         | 2.5 – 1.5               |                         |

## Resultater af gruppespillet
| Sp. | Spiller                | M. | W | AW | AL | L | Point |
| --- | ---------------------- | -- | - | -- | -- | - | ----- |
| 1   | Hikaru Nakamura        | 7  | 3 | 2  | 2  | 0 | 15    |
| 2   | Ding Liren             | 7  | 3 | 2  | 2  | 0 | 15    |
| 3   | Magnus Carlsen         | 7  | 3 | 2  | 0  | 2 | 13    |
| 4   | Fabiano Caruana        | 7  | 3 | 2  | 0  | 2 | 13    |
| 5   | Ian Nepomniachtchi     | 7  | 1 | 2  | 1  | 3 | 8     |
| 6   | Alireza Firouzja       | 7  | 2 | 0  | 1  | 4 | 7     |
| 7   | Anish Giri             | 7  | 2 | 0  | 1  | 4 | 7     |
| 8   | Maxime Vachier-Lagrave | 7  | 1 | 0  | 3  | 3 | 6     |

## Play-offs
|  | Semiinale 1.-2. maj 2020 | Semiinale 1.-2. maj 2020 | Semiinale 1.-2. maj 2020 |     |     | Finale 3. maj 2020 | Finale 3. maj 2020 | Finale 3. maj 2020 |
|  |                          |                          |                          |     |     |                    |                    |                    |
|  | 1                        | Hikaru Nakamura          | 4                        |     |     |                    |                    |                    |
|  | 4                        | Fabiano Caruana          | 2                        |     |     |                    |                    |                    |
|  |                          |                          |                          |     | SF1 | Hikaru Nakamura    | 1.5                |                    |
|  |                          | SF2                      | Magnus Carlsen           | 2.5 |     |                    |                    |                    |
|  | 2                        | Ding Liren               | 1.5                      |     |     |                    |                    |                    |
|  | 3                        | Magnus Carlsen           | 2.5                      |     |     |                    |                    |                    |